# Arsac-en-Velay
Arsac-en-Velay là một xã thuộc tỉnh Haute-Loire nam trung bộ nước Pháp. Xã Arsac-en-Velay nằm ở khu vực có độ cao trung bình 750 mét trên mực nước biển.